# Dama de Wariwillka

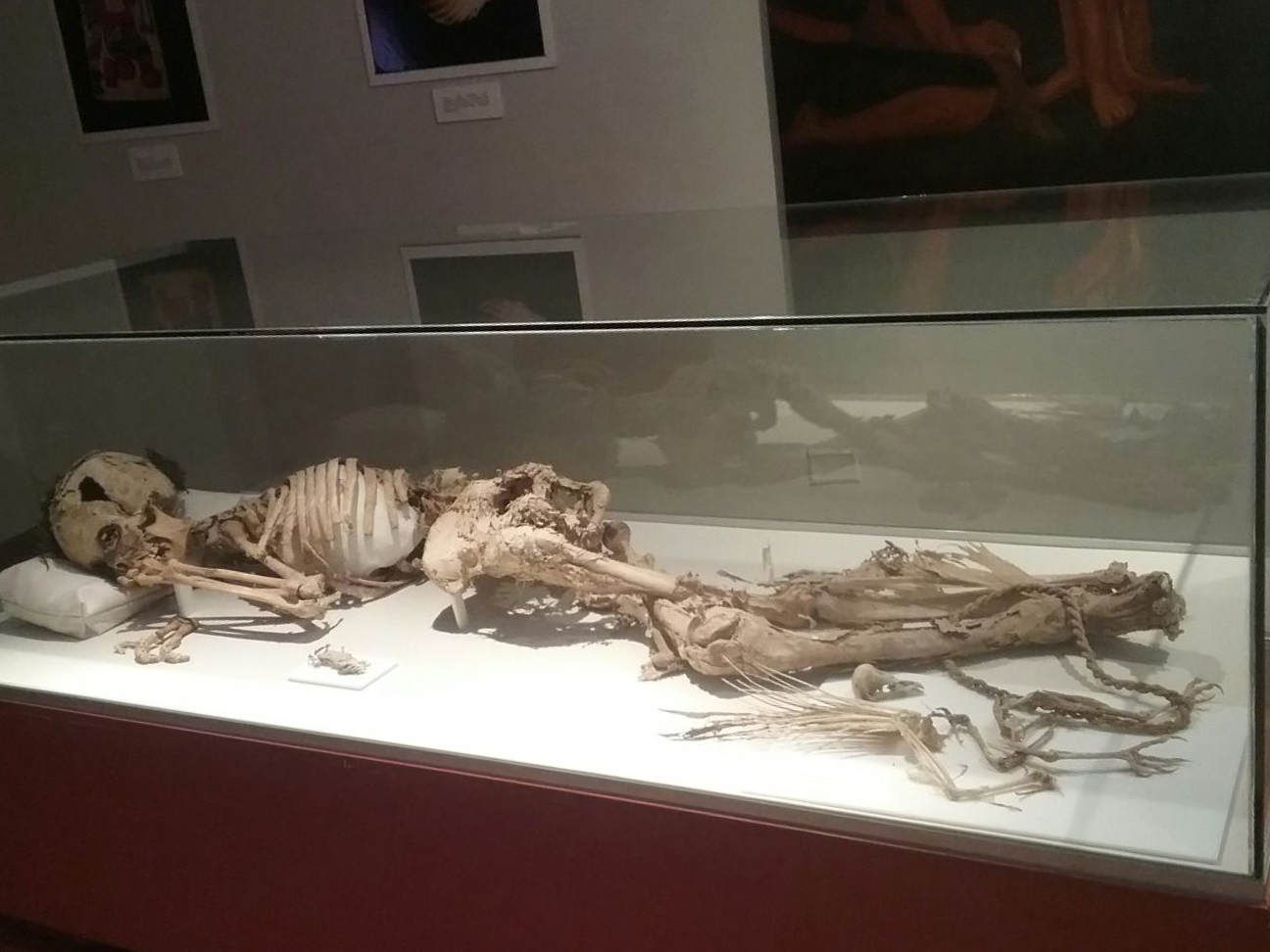
Restos óseos de la Dama de Wariwillka

La Dama de Wariwillka (o de Huarihuilca) es un esqueleto hallado en las excavaciones realizadas por el arqueólogo peruano Ramiro Matos Mendieta en el año 1968. Actualmente se exhibe en el Museo del Sitio Wariwillka, ubicado en el anexo de Huari, en el distrito de Huancán, provincia de Huancayo, región Junín.

## Características del hallazgo

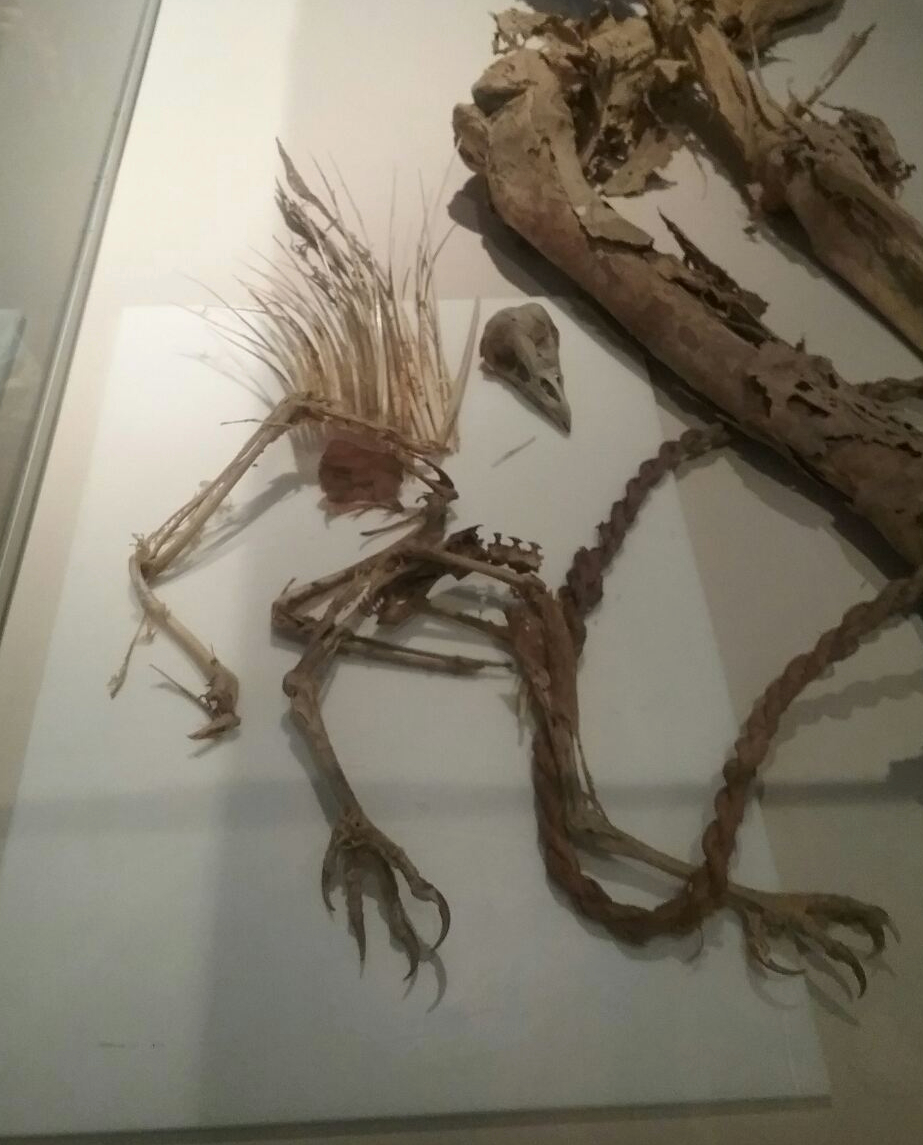
Esqueleto de cernícalo atado al tobillo de la dama de Wariwillka.

En 1968 se desarrolla el Proyecto Andino de Estudios Arqueológicos, gracias al auspicio del Instituto Smithsoniano, con Matos Mendieta a la cabeza del equipo realizando investigaciones de campo en el Valle del Mantaro, identificando más de 150 sitios con cerámica formativa. Se demostró que ya existían aldeas desde el 800 a. C. y que Wariwillka fue una de las más importantes aldeas prehispánicas junto con Ataura.
Uno de los hallazgos de este proyecto fueron los restos óseos de una mujer joven encontrada enterrada en el edificio central del sitio. Fue estudiada luego de varios años por el antropólogo forense el Dr. Karl Reinhard, quien llegó a las siguientes conclusiones:
- Vivió entre los años 600 y 700 d. C.
- Tenía entre 20 y 25 años.
- Presentaba 3 golpes contundentes, 2 en el cráneo y uno en la zona púbica.
- El hallazgo de huevos de mosca en su cabellera y garganta indican que estuvo a la intemperie algunas semanas, probablemente expuesta a las miradas de los pobladores. La investigación indica que no hubo intentos de momificación, al parecer fue dejada en el lugar de su sacrificio, tal como cayó, tendida sobre su lado izquierdo, posición en que fue hallada.
- Tenía un ave de rapiña (cernícalo) atada al tobillo con una soguilla, probablemente como un escarmiento por actos contra la moral y los dioses,[5] y una rana a la altura de la cintura.
- Debió pertenecer a la nobleza ya que tenía las uñas bien cuidadas y no se hallaron huellas de fuerte actividad física. Además se encontraron restos de alimentos ricos en hidratos de carbono, a los cuales no accedían con facilidad el común de los pobladores. El desgaste dentario sugiere que, en vida, se dedicó al procesamiento de fibras duras para la elaboración de esteras y cestos.

## Ubicación
La Dama de Wariwillka puede encontrarse en el Museo de Sitio, a 5,5 km al sur de la ciudad de Huancayo. 

## Otros restos óseos
En 2017 se hallaron restos de 3 niños, de 7 a 8 años de edad, aparentemente sacrificados en un ritual. También se encontró una concha de mullu (Spondylus crassisquama) y cerámicas en miniatura agrupadas en pares, con características de manufactura inca, a modo de ofrendas.